# Gernrode
Gernrode je zgodovinsko mesto in nekdanja občina v okrožju Harz, v deželi Saški - Anhaltu v Nemčiji. Od 1. januarja 2014 je del Quedlinburga.  To je bil sedež nekdanjega združenja Verwaltungsgemeinschaft (občinskega združenja) v mestu Gernrode / Harz.
Prvič omenjen leta 961, je Gernrode dobil privilegij, da nosi svoj grb in pečat, ki se običajno šteje za mestne privilegije. Mesto je najbolj znano po otonski  cerkvi svetega Kiriaka, samostanski cerkvi nekdanjega cesarskega kapitlja nun in kot začetek ozkotirne železnice v dolini Selke.

## Geografija
Gernrode je na severovzhodnem robu hribovja Harz in naravnega parka Harz / Saška - Anhalt, približno 6,5 km južno od Quedlinburga. Leži na nadmorski višini 215 m, ob vznožju masiva Ramberg. Nacionalno priznan je za svoje zdravstvene ustanove in ima priznanje države kot zdraviliško mesto, kjer se lahko zdravi in okreva na splošno (staatlich anerkannter Kur- und Erholungsort).
Mesto je znano tudi kot 'Gernrode / Harz' zaradi svoje lokacije v hribovju Harz in ga ločuje od Gernrodeja v okrožju Eichsfeld v Turingiji, imenovanega tudi 'Gernrode (Eichsfeld)'.

## Zgodovina
Leta 959 je Saški mejni grof Gero na ozemlju Schwabengaugg ustanovil samostan kanones, v okviru trdnjave Geronisroth, ki jo je zgradil približno ob istem času. Prav tako je ustanovil samostansko cerkev za samostan, ki ga je kralj Oton I. vzel pod posebno zaščito s pogodbo leta 961. Posvečena je bila svetemu Kiriaku, katerega relikvije je Gero prinesel v cerkev iz svojega drugega potovanja v Rim leta 963. Brez moških dedičev je zapustil svoje prostore samostanu in imenoval svojo snaho Hathui (959-1014), vdova njegovega sina Sigfrida, za prvo opatinjo. Nasledila jo je Adelaide I. (1014-1045), sestra cesarja Otona III., ki je bila prav tako princesa-opatinja Quedlinburga.
Prvotno je bil samostan Gernrode enakovreden cesarskima opatijama Quedlinburg in Gandersheim. Vendar so njegovi sekularni vogt – upravitelji, varovanci iz askanijskih knezov iz Anhalta, potomci Alberta Medveda, postali vse močnejši. Toda leta 1188 je cesar Friderik I. Barbarossa v Gernrodeju organiziral Hoftag (predhodnik cesarske skupščine) in podaril zvonec cerkvi svetega Štefana (Stephanikirche, znana tudi kot tržna cerkev ali Marktkirche), drugi zgodovinski cerkvi v Gernrodeju, zgrajeni leta 1046. V 13. stoletju je bila Adelaide II. opatinja Gernrodeja (1207-1220).
Protestantska reformacija je prišla v Anhalt in Gernrode leta 1521. Protestantska osnovna šola je bila ustanovljena leta 1533 v skladu z idejami Martina Luthra. V tesni povezavi z Univerzo v Wittenbergu so se prostori uporabljali kot šola do leta 1847, ko se je preselila v cerkev svetega Štefana in je morda najstarejša taka šola v Nemčiji. Leta 1565 je Elizabeta Anhalt-Zerbst (1545–1574) postala opatinja Gernrode, od takrat pa so samostan vodile askanijske princese. Končno je bil razpuščen leta 1614, ko se je zadnja opatinja Sofija Elizabeta (1589-1622), hči askanijskega princa Johanna Georga I. Anhalt-Dessau, poročila s knezom Georgom Rudolfom Liegnitz.
Gernrode je leta 1545 dobil pivovarske pravice. Od takrat se je pivovarstvo ustavilo, vendar je v mestu še vedno prisotna destilarna. Mesto je bilo tradicionalno del vojvodstva Anhalt in okrožja Ballenstedt. Od 1037 do 1740 so tu kopali svinec in srebro. V Gernrodeju so izdelovali tudi naboje in puške. Deli Gernrode so bili požgani v tridesetletni vojni (dvakrat, leta 1631 in 1635). Leta 1728 je cesar Karel VI. izročil anhaltske kneze z Gernodejem v Anhalt-Bernburg, ki je postal vojvodina leta 1806.
Zaradi svoje slikovite lege je Gernrode od začetka 19. stoletja dalje postal priljubljena destinacija za rekreativne obiskovalce. Tu so ostali Goethe, Heinrich von Kleist in Wilhelm von Kügelgen, sledili pa so jim številni popotniki, turizem pa je postal pomemben gospodarski dejavnik. Leta 1885 je mesto imelo 2533 (protestantskih) prebivalcev.
19. aprila 1945, ob koncu druge svetovne vojne, je ameriška vojska brez borbe zavzela Gernrode, nato pa junija sovjetska vojska. Kot del sovjetske okupacijske cone je Gernrode pripadel Vzhodni Nemčiji od leta 1949 do ponovne združitve Nemčije leta 1990. Leto 1961 je praznovalo 1000 letnico nastanka, leta 1989 pa 450 letnico mesta. Leta 2001 so slavili čast cesarja Otona I. Med 1. januarjem 2011 in 19. februarjem 2013 je Gernrode postal del mesta Quedlinburg in ponovno po 1. januarju 2014. 

## Zanimivosti
Zanimivosti vključujejo veliko uro s kukavico (katere kukavica se pojavi vsakih petnajst minut) in je bila vpisana v Guinnessovo knjigo rekordov leta 1998. Je del tovarne ur, ki vključuje tudi ogromno vremensko hišo, ki kaže trenutne vremenske razmere. Druge lokalne znamenitosti so 7,45 m velik lesen termometer, največja skat miza na svetu in Pruski stolp na Ölbergshöhe.

## Pobratena mesta
Gernrode je pobraten z:
- Bachant, Francija, od 1969
- Walsrode, Nemčija, od 1990

## Zunanje povzave
- Uradna spletna stran
- General map of the region around Gernrode
- Chronicles on Gernrode
- Collegiate church of St. Cyriacus